# De gestis Mendi de Saa
De gestis Mendi de Saa (Die Taten des Mem de Sá) ist ein in neulateinischer Sprache verfasstes Werk des Jesuitenpaters José de Anchieta (1534–1597), eines Missionars in Brasilien. Diese erste Arbeit Anchietas wurde 1563 anonym in Coimbra vom königlichen Typografen João Álvares veröffentlicht.
Nur ein Exemplar der Originalausgabe ist bekannt: Es befindet sich in der Öffentlichen Bibliothek von Évora (Biblioteca Pública de Évora).
In Brasilien erschien im Jahr 1997 eine erste nummerierte Faksimile-Ausgabe von 1050 Exemplaren, präsentiert von Eduardo Portella, mit einer Einführung von Paulo Roberto Pereira, veröffentlicht von der Fundação Biblioteca Nacional/Departamento Nacional do Livro in Rio de Janeiro.

## Inhalt
Bei dem aus über 2900 Hexametern bestehenden Werk handelt es sich um das erste epische Gedicht, das auf dem amerikanischen Kontinent geschrieben wurde. Es wurde vor dem großen portugiesischsprachigen Epos Os Lusíadas (Die Lusiaden) von Luís de Camões veröffentlicht und gilt als das erste in Lateinamerika verfasste Epos.
In der Form eines Epos des portugiesischen Renaissance-Humanismus erzählt es von den Ereignissen, die in den ersten drei Jahren unter dem Generalgouverneur (Vizekönig) von Brasilien (auch Portugiesisch-Amerika) stattfanden, als er gegen den französischen Admiral Nicolas Durand de Villegagnon kämpfte, der in der Bucht von Guanabara eine Kolonie gegründet hatte, das France Antarctique (Antarktische Frankreich).
Das Werk von José de Anchieta – des „Apostels Brasiliens“ (1980 seliggesprochen) – beschreibt auch die Behandlung von Siedlern und konvertierten Eingeborenen, nachdem sie von indigenen Stämmen gefangen genommen wurden.